# Liviu Holender
Liviu Holender es un barítono operístico austríaco, radicado en la Ópera de Fráncfort, donde ha interpretado papeles protagónicos, entre ellos el Conde en Las bodas de Fígaro de Mozart, Henrik en Mascarada de Carl Nielsen y Hans en Der Traumgörge de Zemlinsky. Ha aparecido a nivel internacional. En recitales, conciertos y grabaciones se ha centrado en El cuerno mágico de la juventud de Mahler y en la música de otros compositores de principios del siglo XX.

## Biografía
Holender nació en Viena, hijo de Ioan Holender, quien fue durante años director de la Ópera Estatal de Viena después de una carrera como cantante; su madre era dramaturga en Lucerna. De niño fue miembro de la escuela de ópera para niños de la Ópera Estatal, cantando como solista, como el pastorcillo en Tosca de Puccini, con Johan Botha como Cavaradossi y Stefan Soltész como director. Estudió clarinete y derecho en Viena y, desde 2013, canto en la Universidad de Música y Arte Dramático de Viena con Karlheinz Hanser.
Holender se convirtió en miembro del conjunto del Teatro Gärtnerplatz de Múnich en 2017, donde apareció como Vicomte Cascada en La viuda alegre de Lehár y Liviu en la ópera infantil Ritter Odilo und der strenge Herr Winter. También actuó allí como el Conde Eberbach en El cazador del bosque de Lortzing, Guglielmo (en Così fan tutte de Mozart, Schaunard en La bohème de Puccini y Hans Scholl en Weiße Rose de Udo Zimmermann. En 2018 interpretó a Papageno en una producción del Festival de Salzburgo de La flauta mágica de Mozart para niños.
Holender se mudó al conjunto de la Ópera de Fráncfort en 2019. Cuando la compañía representó Las bodas de Fígaro de Mozart en 2020 durante la pandemia de COVID-19 en Alemania en una versión respetando el distanciamiento social, Holender apareció como el Conde junto a Adriana González como la Condesa. Un crítico de esta producción describió al conjunto completo como joven, ágil y con voces flexibles; Observó que el Conde y la Condesa, como pareja también en privado, eran los únicos que se tomaban de la mano. Cuando al año siguiente se interpretó Mascarada de Carl Nielsen en una nueva traducción rimada al alemán dirigida por Tobias Kratzer, Holender interpretó al sirviente Henrik, y un crítico señaló que «tenía un barítono maravillosamente sonoro en un papel que requiere tanto un estilo bel cantista como línea de cantilena y golpeteo endiabladamente rápido», en una «presencia escénica extremadamente carismática».
Holender apareció como Hans en Der Traumgörge (El soñador Görge) de Zemlinsky en 2024, dirigida por Tilmann Köhler y dirigida por Markus Poschner. La obra de Zemlinsky no se representó cuando fue compuesta en 1907 en la Ópera Estatal de Viena según lo planeado por Gustav Mahler, entonces director musical, y no fue revivida hasta 1980. Mientras que el personaje principal, Görge, es un outsider como ratón de biblioteca, soñador e intelectual, Grete, con quien se supone que se casará, y Hans, su rival, son gente del pueblo que no lo comprende. Fueron interpretados por Magdalena Hinterdobler y Holender con «voces y actuaciones decididas».
A nivel internacional, Holender interpretó Almaviva de Mozart en la Ópera Nacional de Letonia y actuó como Marullo en Rigoletto de Verdi en el Festival de Bregenz 2019, y como Silvio en Pagliacci y Almaviva de Leoncavallo en la Ópera nacional de Bucarest. Apareció en La Scala de Milán como Silvano en una nueva producción de Un baile de máscaras de Verdi en 2022, dirigida por Giampaolo Bisanti.
En concierto, Holender fue en 2023 la voz de Jesús en La Pasión según San Mateo de Bach en el Konzerthaus de Viena, con Julian Prégardien como evangelista, el coro Arnold Schoenberg, el coro de niños de la Ópera Estatal de Viena y la Filarmónica de Viena dirigida por Franz Welser-Möst. Holender grabó extractos de El cuerno mágico de la juventud de Mahler con la pianista Juliette Journaux; dieron conciertos con programación en el Museo de Orsay, entre otros. Algunos de ellos los eligió para un recital en la Sala Ehrbar de Viena en marzo de 2023 en una selección de obras basadas en textos alemanes de Schubert, Brahms, Strauss y Mahler, consciente de que en la sala se había estrenado Das klagende Lied de Mahler. Un crítico escribió que su voz fuerte y de timbre interesante tenía una amplia gama entre una profundidad sonora y un registro agudo brillante «dorado», y que combinaba una técnica segura y una cultura de la respiración con un temperamento «dramático». Holender fue el solista de Lieder eines fahrenden Gesellen de Mahler con la Orquesta de la Radio Nacional de Rumania dirigida por Sascha Goetzel, entre Don Juan de Strauss y la Quinta Sinfonía de Chaikovski en octubre de 2023, se emitió en Europa. Combinó algunas de las canciones de Mahler Wunderhorn en un recital en la Ópera de Frankfurt en abril de 2024 con lieder de otros compositores cuya música fue prohibida por los nazis, Franz Schreker, Zemlinsky, Erich Wolfgang Korngold, concluyendo con Zwei Gesänge, op. 1. Un crítico señaló que logró darle a las canciones un carácter individual, utilizando variados colores tonales de su cálida voz de barítono.